# Barrio Uno (Ezeiza)

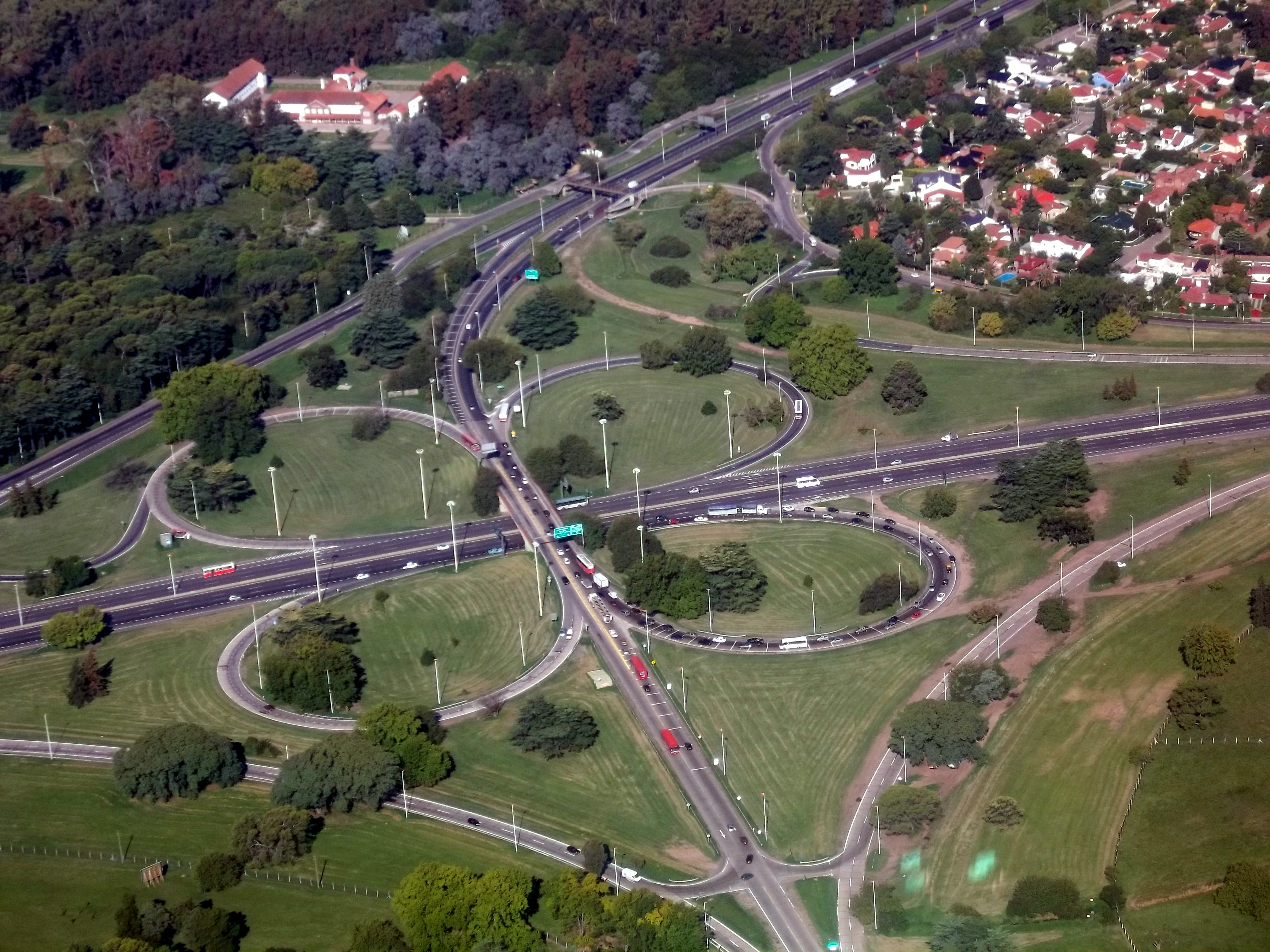
Trébol de acceso, autopistas Ricchieri y Ezeiza-Cañuelas. El Barrio Uno se ve a la derecha.

El Barrio Uno es un pequeño barrio residencial ubicado al norte del partido de Ezeiza, provincia de Buenos Aires, Argentina. Se encuentra situado en el cruce de las autopistas Riccheri y Ezeiza-Cañuelas, a 3 km del Aeropuerto Internacional Ministro Pistarini y a 27 km del centro de la Ciudad de Buenos Aires.

## Accesos
El Barrio Uno se ubica sobre la autopista Riccheri, kilómetro 26, que empalma con la autopista Ezeiza-Cañuelas.

## Historia
Si bien no hay una fecha oficial, los vecinos eligen el 12 de marzo de 1949 como punto de partida del Barrio Uno de Ezeiza.
La creación del Barrio Uno se llevó a cabo durante la presidencia de Juan Domingo Perón, en simultáneo con la construcción del Aeropuerto Internacional, que fue inaugurado un mes y 18 días más tarde, a solo tres kilómetros del pequeño poblado ubicado en Ezeiza. Ambos proyectos fueron desarrollados bajo el mando del ministro de Obras Públicas Juan Pistarini, quien fue homenajeado por el expresidente Juan Domingo Perón, al tomar la decisión de utilizar su nombre para bautizar la nueva terminal aérea.
A lo largo de los años, muchos de los vecinos de Barrio Uno ocuparon un cargo en el aeropuerto y, al día de hoy, otros tantos continúan con esta vieja tradición.
Además de su ubicación estratégica, en el kilómetro 25 de la autopista Ricchieri en Ezeiza, también cuenta, desde hace 9 años, con la Universidad Provincial de Ezeiza. Instalada en el corazón de Barrio Uno, en la cual se desarrollan carreras relacionadas con la actividad aeroportuaria.
La creación del Barrio Uno de Ezeiza fue una de las tres partes del proyecto original que nunca se concretó, por lo tanto, de los tres barrios similares a desarrollar, sólo prosperó el que se conoce en la actualidad, adornado con casas características de la época, otras más modernas y calles arboladas.
También cuenta con su propia comisaría, destinada a acudir los múltiples accidentes que suelen ocurrir sobre la Ricchieri, así como también brindar apoyo cuando se trata de persecuciones sobre esta autopista.

## Transporte
A día de hoy, el único transporte público que ingresa a Barrio Uno es el colectivo. Estas son las líneas se transporte que funcionan actualmente:
- 8
- 394
- 518
- 51

## Características
- Pese a no encontrarse dentro de una ciudad turística, Barrio Uno cuenta con distintos sitios de hospedaje, debido a su cercanía con el Aeropuerto Ministro Pistarini.

- A pocos metros de la plaza principal, se encuentra la Iglesia de Barrio Uno, la cual es reconocida como uno de los edificios antiguos más emblemáticos de la zona.

- Antiguamente, en el barrio, se encontraba el Hospital de Ezeiza. Dicho hospital era importante debido a su cercanía con el aeropuerto. Tanto los turistas como los locales, que llegaban al país con urgencias médicas, solían recurrir al mismo.

- En el centro del barrio, existe un viejo cine abandonado, el cual es reconocido por ser uno de los primeros del conurbano bonaerense.

- Existe, también, una sociedad de fomento, que incluye un predio de tenis, un gimnasio, gestionado por el exluchador de 100% Lucha Vicente Viloni, y un restaurante.

- Algunas de las celebridades que vivieron momentos de sus vidas en Barrio Uno son los exfutbolistas Alberto Tarantini y José Luis Félix Chilavert, además de Chizzo Nápoli, cantante de La Renga.

- Desde 2012, funciona la Universidad Provincial de Ezeiza. En el instituto, de carácter público, existen distintas carreras relacionadas con el trabajo aeroportuario.

- El barrio es aledaño a distintos predios futbolísticos. Estos son el Predio de la AFA, el River Camp, el Boca Predio y el Centro Deportivo Racing Club.

- En las proximidades del barrio, se encuentran los Bosques de Ezeiza, construidos artificialmente por el Ministro Juan Pistarini.

- Pese a no ser oficial, existen rumores de que durante la época de la última dictadura, el gobierno militar creó una amplia base subterránea en Barrio Uno. Se cree que la misma fue usada como centro de detención y que su entrada era en las proximidades del antiguo hospital.

- Durante los Juegos Panamericanos de 1951, el barrio fue utilizado como Villa Panamericana y se convirtió en el hogar de distintos atletas durante la realización de los Juegos.